# Commicarpus chinensis
Commicarpus chinensis är en underblomsväxtart som först beskrevs av Carl von Linné, och fick sitt nu gällande namn av Anton Heimerl. Commicarpus chinensis ingår i släktet Commicarpus, och familjen underblomsväxter. Utöver nominatformen finns också underarten C. c. natalensis.